# SHADOW/影武者
『SHADOW/影武者』（シャドウ かげむしゃ、原題：影）は、2018年の中国映画。チャン・イーモウ監督。ダン・チャオ、スン・リー主演。第75回ヴェネツィア国際映画祭非コンペティション部門出品作品。
三国志の荊州争奪戦をアレンジした架空の世界の戦国時代を舞台にした、影武者が主人公の物語である。

## ストーリー
弱小の沛（ぺい）国は、領土の境州を奪った強大な炎国と休戦同盟を結んだが、それから20年。沛国内部では若き王の沛良（ペイ・リャン）を筆頭とする穏健派と、重臣の都督である子虞（ツー・ユイ）に従う開戦派に分かれていた。
ある日、都督は王に、炎国の将軍の楊蒼（ヤン・ツァン）に境州での対決を申し込んだと報告する。勝手な行動に王は激怒するが、知略に富み民からも尊敬される都督を前にすると怒りをぶつけることができない。父の先王が早死にした後、彼が王位に就けたのも都督のおかげだった。王は怒りの矛先を変え、琴の名手と称えられる都督とその妻の小艾（シャオ・アイ）に合奏を命じるが、小艾は「境州を取り戻すまで琴は弾かないと天に誓った」とかたくなに王命を拒む。
実は王に相対しているのは都督の影武者だった。母と生き別れとなり飢えて行き倒れていた、子虞に瓜二つな8歳の彼を、子虞の叔父が見つけ影武者へと育て上げたのだった。1年前に子虞が刀傷から病になったことを隠すため、影武者がその身代わりを演じていたのだ。境州の奪還計画を進める子虞は影武者に楊蒼を殺せば自由の身とすると約束していた……。

## キャスト
| 役名                           | 俳優               | 日本語吹替   |
| ------------------------------ | ------------------ | ------------ |
| 都督・子虞（ツー・ユイ）       | ダン・チャオ       | 峰晃弘       |
| 影武者・境州（ジン・チョウ）   | ダン・チャオ       | 峰晃弘       |
| 小艾（シャオ・アイ）           | スン・リー         | 平山笑美     |
| 沛国の王・沛良（ペイ・リャン） | チェン・カイ       | 水野駿太郎   |
| 田戦（ティエン・チャン）       | ワン・チエンユエン | 山下大毅     |
| 魯嚴（ルー）                   | ワン・ジンチュン   | 髙橋ちんねん |
| 青萍（チン・ピン）             | クアン・シャオトン | 高木友梨香   |
| 楊蒼（ヤン・ツァン）           | フー・ジュン       | 真木駿一     |
| 楊平（ヤン・ピン）             | レオ・ウー         | 比嘉良介     |

## スタッフ
- 監督：チャン・イーモウ
- 脚本：チャン・イーモウ、リー・ウェイ
- 撮影監督：チャオ・シャオティン
- 製作：エレン・エリアソフ、チャン・チャオ、リュウ・ジュン、キャサリン・パン、ワン・シャオジュ
- 製作総指揮：エドワード・チェン、ジェ・リアン、チャンジャオ
- 編集：シュウ・シャオリン
- 音楽：Loudboy
- 美術：マ・グァンロン
- 衣裳：チェン・ミンジェン
- アクション監督：クー・ヒンチウ